# Senso (film)
Senso è un film storico del 1954 diretto da Luchino Visconti, con interpreti principali Alida Valli e Farley Granger.
È ispirato all'omonima novella di Camillo Boito, pubblicata nel 1883. Da segnalare fra gli assistenti alla regia Francesco Rosi, Giancarlo Zagni e Franco Zeffirelli, tutti all'epoca quasi all'inizio della carriera. È il primo film a colori del regista.

## Trama

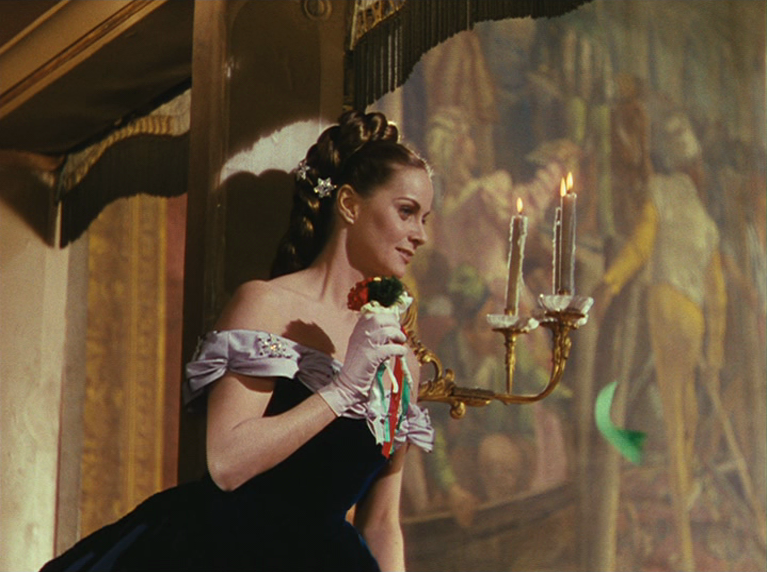
Alida Valli nella scena iniziale del film ambientata alla Fenice di Venezia.

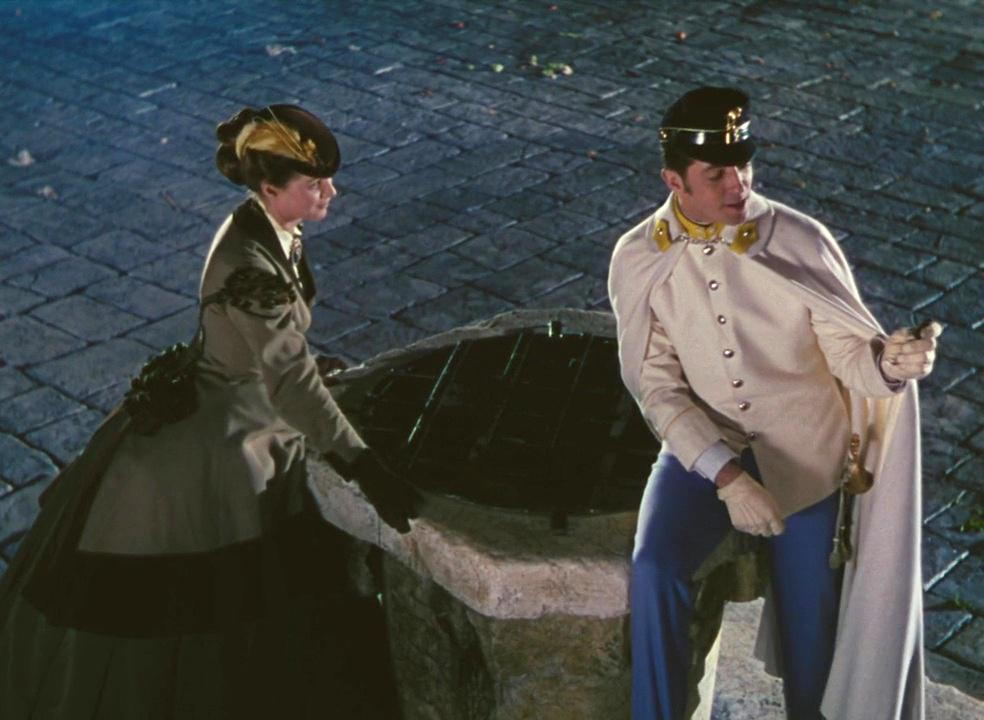
Alida Valli e Farley Granger in una scena della passeggiata notturna.

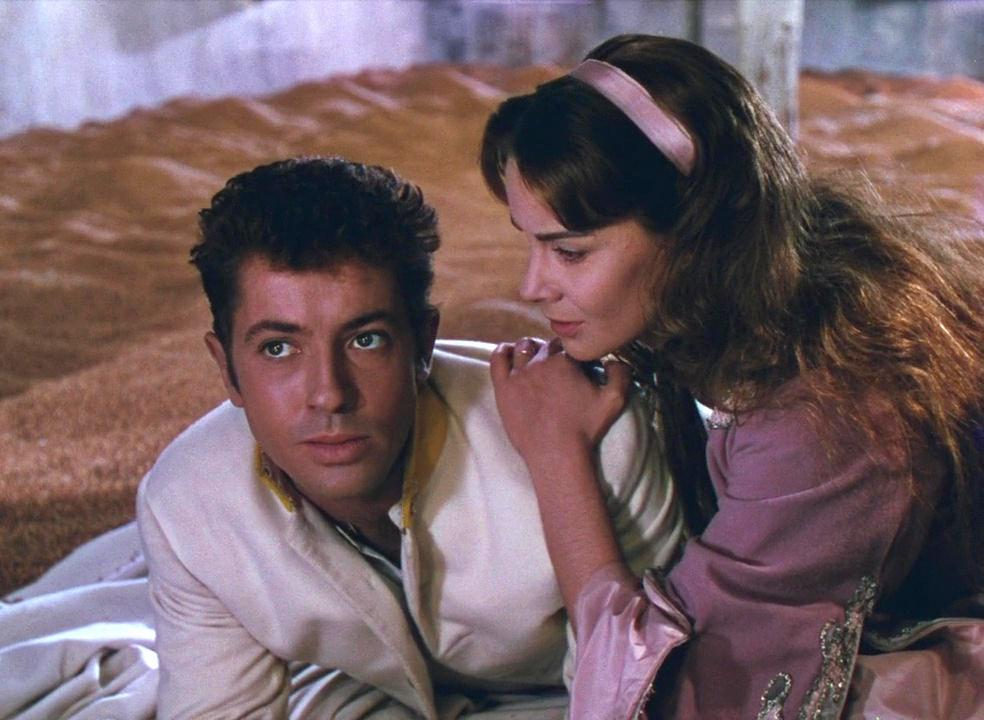
Un'altra scena con Alida Valli e Farley Granger

Venezia, 27 maggio 1866, vigilia della terza guerra d'indipendenza. La voce fuori campo della contessa Livia Serpieri racconta una vicenda iniziata quando, durante una rappresentazione de Il trovatore alla Fenice, i sostenitori della riunione del Veneto all'Italia lanciano dei volantini antiaustriaci. Dagli incidenti che ne seguono nasce uno scontro verbale tra il nobile Roberto Ussoni, fervente filoitaliano, e il tenente dell'esercito austriaco Franz Mahler, con conseguente sfida a duello. Livia, presente a teatro, cugina di Ussoni e favorevole alla causa italiana benché sposata a un nobile veneto filoaustriaco, chiede di essere presentata a Mahler e cerca di convincerlo a rinunciare al duello, temendo per le sorti del cugino.
Ussoni viene arrestato e condannato all'esilio. Quando Livia si reca a salutarlo al comando austriaco, incontra nuovamente Franz Mahler. Sempre più coinvolta dalla personalità dell'uomo, percorre assieme a lui le calli veneziane deserte per il coprifuoco. La loro lunga passeggiata dura l'intera notte e la donna si innamora perdutamente dell'ufficiale: inizia così una travolgente e sensuale relazione, fatta di appuntamenti in camere a pagamento e di incontri clandestini, sino a quando lui scompare, gettandola nella disperazione e inducendola, incurante dello scandalo, a cercarlo invano affannosamente per tutta Venezia.
Quando iniziano le ostilità tra Italia e Austria, Livia viene nuovamente contattata da Ussoni, fuggito dall'esilio. Quest'ultimo le affida l'ingente somma raccolta dai filoitaliani, chiedendole di portarla alla sua Villa di Aldeno, dove la Serpieri è in procinto di trasferirsi con il marito, timoroso della guerra e dei suoi potenziali sviluppi. Dovrà consegnarla alle bande di sostenitori dell'Italia che si sono organizzate in quella zona con l'obiettivo di operare in armi dietro le linee austriache.
Ad Aldeno Livia viene raggiunta da Franz, che piomba in camera sua di notte sfuggendo ai guardiani e ai loro cani. La donna cede nuovamente alla passione per il tenente che, nascosto nel granaio grazie alla complicità di Laura, la cameriera di Livia, la informa della possibilità di evitare la battaglia, corrompendo dei medici che lo dichiarino inabile. Accecata dai suoi sentimenti, Livia consegna a Mahler la somma destinata alle bande filoitaliane e con quella l'ufficiale riparte per Verona.
Nei giorni successivi prende il via la guerra, a cui Ussoni tenta invano di far partecipare le forze irregolari, sino a rimanere ferito durante la battaglia. Ad Aldeno, intanto, Livia riceve una lettera con cui Franz le comunica che è riuscito a ottenere l'esonero. Benché lui le chieda di non muoversi, Livia, travolta da un impulso irrefrenabile, decide di partire per Verona, dove arriva la sera stessa della vittoria austriaca sugli italiani a Custoza.
Qui, dopo aver sognato di riavviare la relazione con Franz abbandonando per lui il marito, Livia lo trova invece sporco, ubriaco e in compagnia di Clara, una prostituta, di fronte alla quale egli la insulta e la umilia pesantemente, mostrando alla donna la sua vera natura di uomo spregevole, ladro e delatore (confessa alla contessa di aver denunciato egli stesso il marchese Ussoni, facendolo così esiliare). Livia si rende improvvisamente conto di essersi innamorata di un'idea che purtroppo non ha nessun riscontro nella realtà.
La donna fugge sconvolta e si reca al comando austriaco, dove denuncia Mahler consegnando la lettera nella quale questi le raccontava la corruzione messa in atto e rivela dove si trova. Il generale austriaco comprende i veri motivi del gesto della contessa, ma non può sottrarsi dal compiere il suo dovere. Il tenente Mahler viene quindi arrestato e immediatamente fucilato. Livia, impazzita dal dolore, vagherà invocando il suo nome per le strade di Verona, in mezzo ai soldati austriaci che festeggiano la vittoria.

## Produzione

### Soggetto
Il film è tratto dall'omonimo e breve racconto di Camillo Boito, parte di una «bella antologia di novelle intitolata Il maestro di Setticlavio» pubblicata a cura di Giorgio Bassani, presso l'Editore Colombo di Milano. Luciano De Giusti racconta che alla fine del 1952 Visconti e la sceneggiatrice Suso Cecchi D'Amico erano impegnati con la casa di produzione Lux Film nella preparazione di Marcia Nuziale, un film sulla crisi del matrimonio cattolico, progetto a cui alla fine la casa produttrice decise di rinunciare, chiedendo tuttavia delle idee alternative. Il regista e Suso Cecchi D'Amico ne proposero cinque, tra cui la novella di Boito, che la D'Amico ricordava di aver letto.
«Quando la Lux accettò il progetto – ha scritto Alessandro Bencivenni– Bassani fu invitato a collaborare alla sceneggiatura. La produzione affiancò due sceneggiatori di sua fiducia, cioè Giorgio Prosperi e Carlo Alianello. Infine Paul Bowles e Tennessee Williams furono chiamati a elaborare la versione inglese dei dialoghi». Sin da allora il film fu presentato come «il più notevole sforzo finanziario e organizzativo compiuto durante l'anno nel quadro della produzione cinematografica italiana».

### Sceneggiatura
Pio Baldelli scrisse: «A Visconti la novella di Boito parve troppo scheletrica: ha voluto fare in grande, nello spazio, nel tempo, in primo luogo complicando la situazione psicologica dei protagonisti e secondariamente l'ambiente del trapasso tra due mondi». Anche Fernaldo Di Giammatteo sostiene che «dilatando la modesta novella naturalistica di Boito, Visconti si pone alcuni obiettivi: narrare una storia di abiezioni e di viltà, costruire uno spettacolo "bello in sé", esprimere un giudizio su un gruppo sociale, il medesimo cui egli appartiene, e un'epoca storica, il Risorgimento».
Con questi intenti si mise mano alla sceneggiatura che si sviluppò con diverse versioni. Le ricostruzioni di Giovanni Battista Cavallaro e di Lino Miccichè ne individuano almeno tre: la prima, scritta a più mani e conclusa nell'aprile del 1953, manteneva il titolo della novella, oppure Custoza (ma si pensò anche a I vinti) e in essa la vicenda è posteriormente raccontata da Livia a Ussoni. Ne seguì una seconda, elaborata solo da Visconti e D'Amico, con titolo Uragano d'estate senza più flashback del racconto e con una distribuzione diversa degli episodi. Ma fu una terza, detta continuity ed utilizzata anche per il doppiaggio, quella su cui fu in gran parte costruito il film e nella quale vi fu l'intervento dei due autori stranieri. Il tutto richiese tempi lunghi: «Senso lo cominciammo in primavera – è il ricordo della Cecchi D'Amico e d'estate mi trasferii da Luchino a Ischia, poi lo seguii con Bassani a Venezia e a Milano. L'estate dell'anno dopo arrivò Tennessee Williams portandosi dietro Bowles per riadattare i dialoghi in inglese».

### Cast

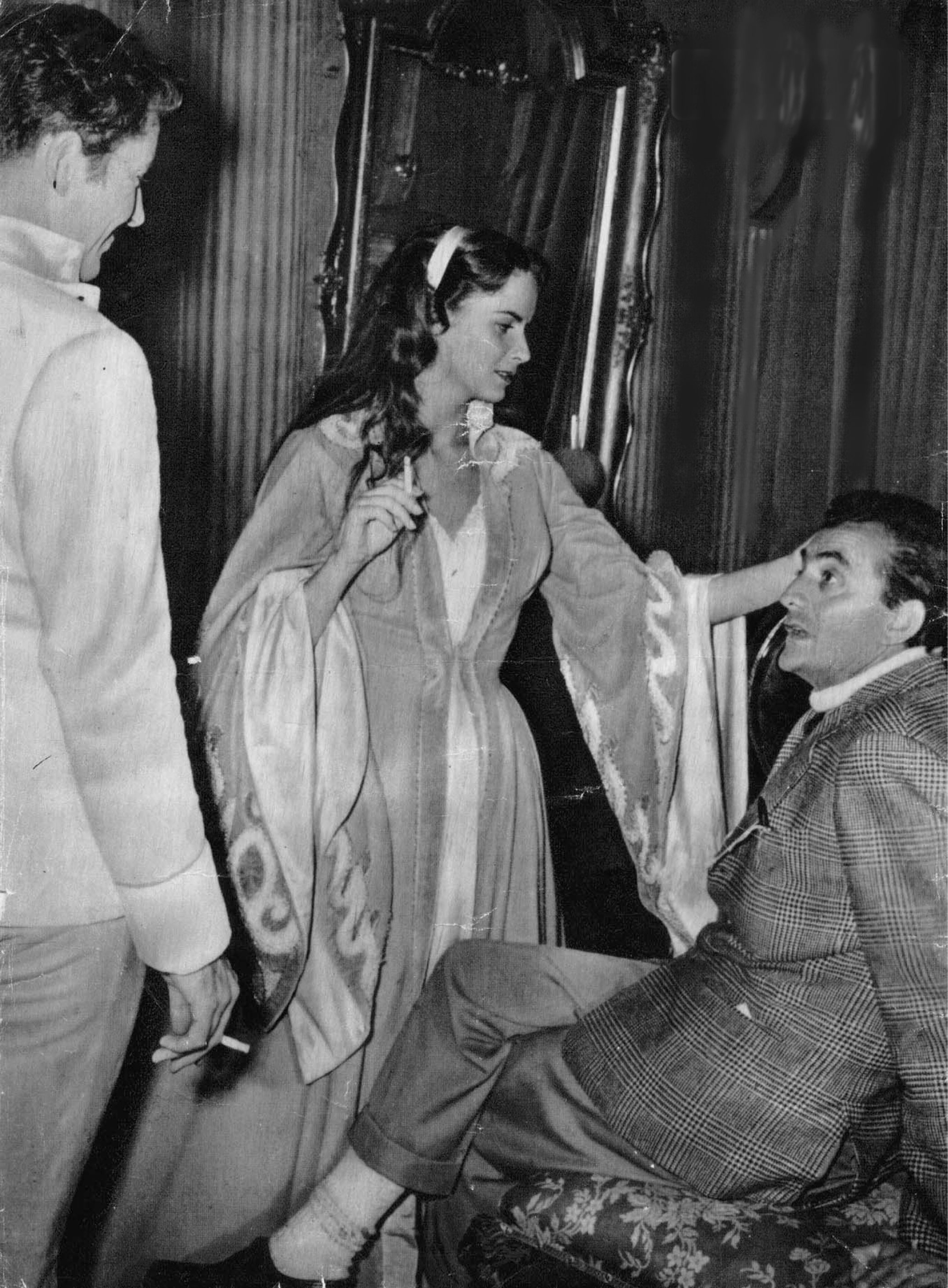
Farley Granger e Alida Valli discutono col regista Luchino Visconti durante una pausa della lavorazione.

Quali interpreti, Visconti aveva pensato a Ingrid Bergman e Marlon Brando, ma questa sua idea non poté essere attuata. Per l'interpretazione maschile s'era pensato anche a Burt Lancaster e a Edward G. Robinson. Suso Cecchi D'Amico ha sostenuto che «per Brando non si combinò perché la Lux non lo volle. Aveva fatto ancora poco e Fronte del porto in Italia non era ancora venuto». Diverso il caso della Bergman, che, dice D'Amico, «fece storie per via di Rossellini», secondo lei contrario al fatto che l'attrice svedese lavorasse con altri registi. Invece Rossellini diede un'altra spiegazione: «Se a lei [Bergman n.d.r.] piaceva fare qualcosa, non sarei certo stato io a dissuaderla. Ingrid non se la sentì: il nostro Risorgimento non le dice nulla, non lo capisce, la sua cultura è troppo diversa. Fu lei comunque a rifiutare, io non misi parola».
Nel giugno-luglio 1953, mentre sta facendo i sopralluoghi per il film, Visconti incontra a Venezia Mario Soldati che sta girando La mano dello straniero con Alida Valli quale interprete e gli chiede notizie su di lei, ricevendone un giudizio positivo. La scelta di Visconti è una fortuna per l'attrice di origine istriana che viene da un periodo sofferto della sua carriera. La Valli ricorderà piacevolmente quel set. «Che bel periodo fu quello, provavamo alla Malcontenta e Visconti aveva con noi attori una forza di comunicazione straordinaria», definendolo «l'uomo che non ho potuto amare».
Farley Granger, che a quei tempi era popolarissimo soprattutto presso le giovani statunitensi aveva da poco sciolto il proprio contratto con Samuel Goldwyn, decisione che gli era costata molto sul piano finanziario. Anche per questo il suo agente lo indusse ad accettare il ruolo in Senso, il che gli diede anche la possibilità di conoscere l'Italia, dove poi tornerà in seguito per altri ruoli, e di soggiornare a Parigi.
Quanto agli altri attori principali, oltre a quelli che da tempo lavoravano nel cinema o nel teatro con Visconti, come Rina Morelli o Massimo Girotti, vi fu la presenza della giovanissima Marcella Mariani, fresca d'elezione a "Miss Italia" 1953 a Cortina e che poi perirà tragicamente nel 1955 in un disastro aereo.

### Scenografia

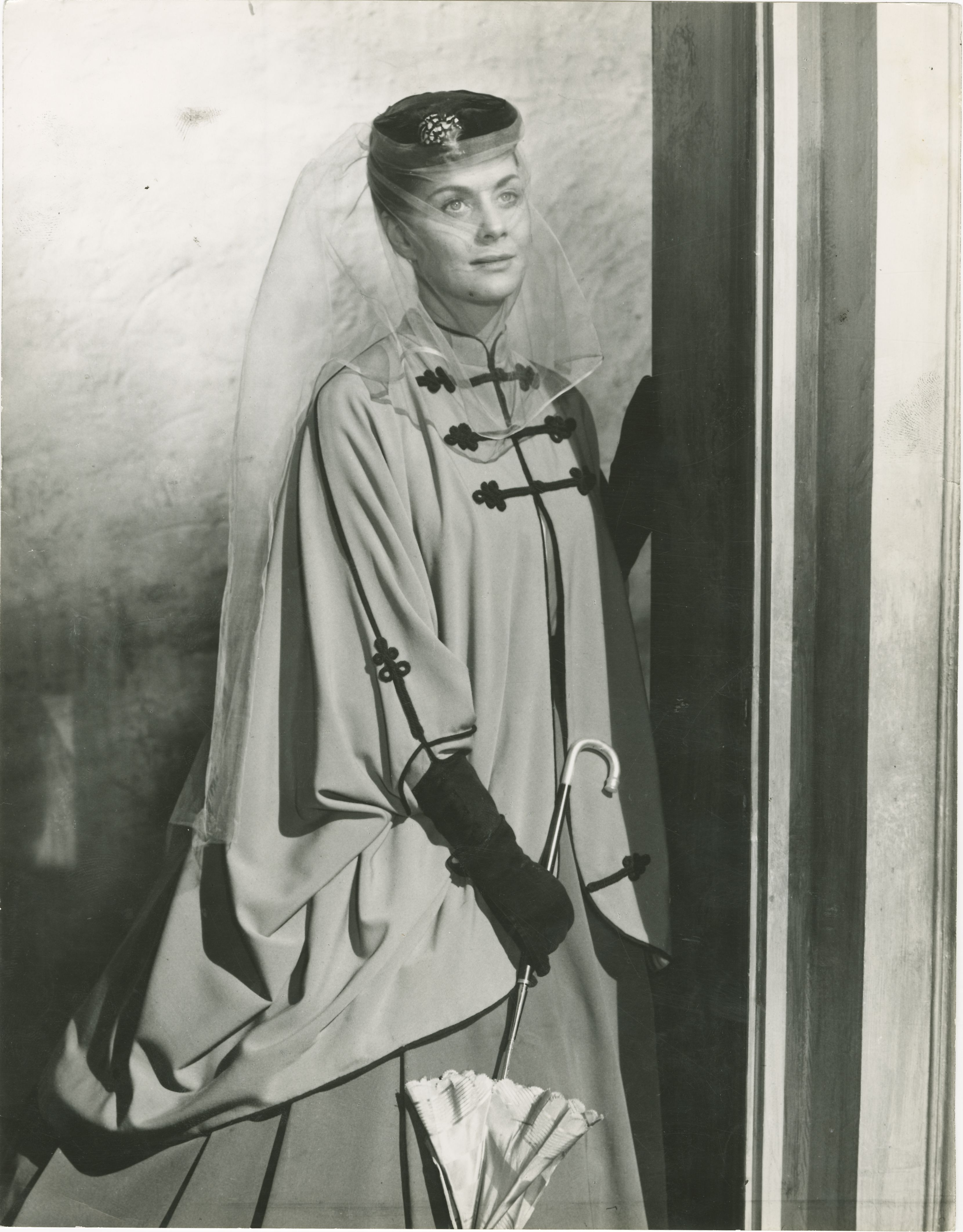
I costumi dell'epoca furono ricreati con grande cura grazie a minuziose ricerche iconografiche

A differenza dei suoi film precedenti, in Senso Visconti pose una cura eccezionale nella ricostruzione degli elementi storici. «Il costume di Senso – scrisse Piero Tosi - è costato a Escoffier e a me molte ricerche, molte limature e soprattutto molta umiltà. [...] Per ricreare questo mondo la documentazione ha attinto alle immagini più vive, più attendibili; i dagherrotipi sono stati una fonte inesauribile e la pittura italiana [ha fornito] preziosissime visioni di un mondo borghese che qua e là fa da sfondo alla vicenda».
Anche la scenografia fu curata nei minimi particolari. Gino Brosio ricorda che «i problemi che si sono presentati per la realizzazione delle scenografie non sono stati né pochi, né piccoli» e ancora: «linee, volumi, colori dovevano essere quelli e non altri, per la certezza che al regista veniva dalla sua vecchia civiltà che affiorava spontanea in ogni occasione».
Questo impegno fu riconosciuto da molti critici. Vittorio Spinazzola ha definito la pellicola «Una delle più belle affermazioni del cinema d'arte nel buio periodo tra il 1948 e il 1960» aggiungendo che «la novità di Senso consisteva nell'eccezionalità dell'impegno produttivo, dall'uso del colore alla fama degli interpreti, dalla vastità delle scene di massa, alla ricchezza di costumi e scenografie: siamo in prossimità della categoria del colossale». Alessandro Bencivenni ha definito Senso un film «di una bellezza figurativa eccezionale».

### Riprese
Visconti stabilì il suo "quartier generale" nell'edificio della scuola elementare di Valeggio sul Mincio; le prime scene girate furono quelle della battaglia. Durante la lavorazione si verificò la grave perdita dell'operatore Aldo Graziati, che già aveva girato, oltre alle scene di battaglia, anche quelle nella Villa Valmarana. Graziati, conosciuto come "Aldò" o "G.R. Aldo", era l'operatore di ripresa che aveva lavorato con Visconti sin dai tempi de La terra trema (1948) e con Senso era la prima volta che utilizzava il colore; rimase vittima il 14 novembre 1953 di un incidente stradale mentre era alla guida della sua auto nel Padovano. Graziati fu sostituito dall'australiano Robert Krasker che girò, tra l'altro, le scene notturne veneziane e quelle di Verona.
La complessità del set, soprattutto nelle scene corali di battaglia, comportò notevoli sforzi, diversi problemi tecnici (ad esempio, si dovettero eliminare dalla campagna pali e fili elettrici) e qualche problema "sindacale", dato che in alcune occasioni le comparse protestarono per le paghe troppo basse. Tuttavia il critico cinematografico Renzo Renzi raccontò che, nonostante l'impegno assorbente della lavorazione, Visconti e la troupe non mancarono di far pervenire nel poco lontano carcere militare di Peschiera, dove era detenuto assieme a Guido Aristarco, diversi generi di conforto.
Gli interni furono girati negli stabilimenti Scalera di Venezia e Titanus di Roma.

## Distribuzione
Il film venne distribuito nel circuito cinematografico italiano il 30 dicembre del 1954.

### Censura
Nonostante le riduzioni apportate dalla produzione, il film fu ancora ampiamente colpito dalla censura, a iniziare dal titolo. «Custoza – ha scritto Pietro Cavallo - fu considerato disfattista; censura e produzione tagliarono molte sequenze, soprattutto quelle che riguardavano il rifiuto dello Stato Maggiore Italiano a far partecipare alla lotta i volontari». In realtà gli interventi censori furono anche più di uno: dapprima intervenne il Ministero della difesa poi seguirono i tagli del Sottosegretariato allo Spettacolo. Franco Vigni elenca minuziosamente tutte le mutilazioni subite da Senso: l'episodio sgradito ai militari fu dapprima ridoppiato con un dialogo diverso, imposto dallo stesso Ministero della difesa, ma, dopo Venezia, ne fu chiesto (e ottenuto) il taglio completo. Altri venti tagli furono apportati, con il consenso della Lux, a numerose scene. Ma, dopo la stampa delle copie, furono chiesti venti ulteriori tagli di parti del film considerate "immorali", soprattutto delle scene d'amore tra Livia e Franz. In questo caso la produzione, danneggiata, si oppose e si arrivò a una mediazione di "soli" quattro altri tagli.

### Mostra di Venezia
«Ma neppure questi tagli – ha scritto De Giusti - bastarono a proteggere il film dal boicottaggio del potere politico, le cui pressioni sulla giuria della Mostra di Venezia sortirono l'effetto voluto di non assegnare alcun premio al capolavoro di Visconti». La "prima" del film, molto attesa per il gran parlare che se n'era fatto, avvenne nella serata del 3 settembre 1954 e provocò immediate reazioni contrastanti nel pubblico. Tutti i corrispondenti dei principali quotidiani convennero nel giudicare i consensi superiori ai dissensi. Quando la giuria, il 7 settembre, sera della premiazione, annunciò i risultati, vi furono in sala molti fischi e polemiche di chi ritenne un'ingiustizia – o peggio un complotto – la totale mancanza di premi al film di Visconti. Non mancarono le dietrologie quando «negli ultimi giorni della Mostra l'arrivo in extremis dai laboratori inglesi della Technicolor di Giulietta e Romeo alimenta i sospetti di una macchinazione ai danni di Senso». Ancora più esplicita è la testimonianza di Piero Regnoli il quale affermò: «la D.C. mi inviava a Venezia per impedire la premiazione di Senso e per favorire quella di Giulietta e Romeo. Quando feci resistenza, mandarono di nascosto Scicluna Sorge il quale [operò] per intervenire presso gli altri membri della giuria che poi, a mia insaputa, furono in gran parte comprati. E difatti Senso non fu premiato». La decisione della giuria veneziana scatenò altresì veementi critiche da parte dei commentatori di sinistra. Ugo Casiraghi parlò di «protesta più decisa e compatta che sia mai esplosa in tutti gli anni del Festival» per «una troppo grave ingiustizia».

## Finale alternativo

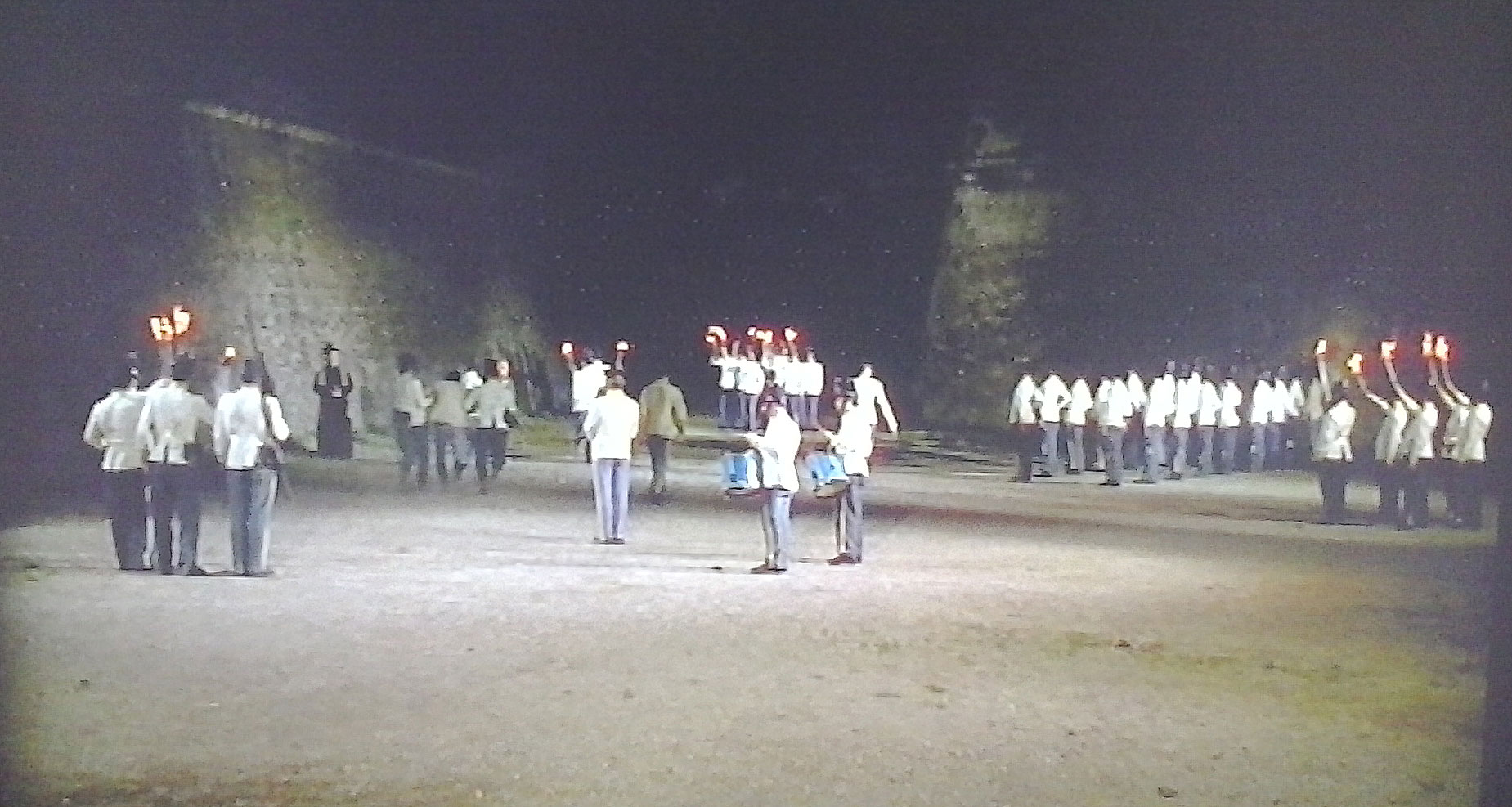
La scena della fucilazione, che fu girata a Roma nel Castel Sant'Angelo e sostituì quello che era il finale originale, andato perduto.

A seguito degli interventi censori la produzione dovette rifare completamente il finale del film. «In realtà il finale doveva essere un altro» ha scritto Pietro Cavallo che a questo proposito riporta una dichiarazione di Visconti pubblicata sul nº 93, marzo 1959, della rivista francese Cahiers du cinéma in cui il regista afferma che «il finale in origine era completamente diverso da quello che si vede ora [...] si sono spesi ancora dei milioni per girare la morte di Franz».
I tagli apportati al film, su intervento della produzione ancora prima della censura, ridussero, secondo Giovanni Battista Cavallaro, la pellicola da 3.650 a 3.340 metri. Il nuovo finale, del tutto diverso, compresa la scena della fucilazione (non presente nel primo) fu girato a Roma, a Castel Sant'Angelo, nei mesi di gennaio e febbraio del 1954. La scena della fuga disperata di Livia fu girata in una via di Trastevere e l'attrice, per lo sforzo del grido, si ruppe una corda vocale. Per queste scene Visconti ricorse come operatore a Giuseppe Rotunno (che poi lavorerà con lui in molti altri film, tra cui Rocco e i suoi fratelli e Il Gattopardo). La pellicola del finale originario girata in Veneto fu bruciata e quelle immagini sono andate perse per sempre.

## Colonna sonora
Il commento musicale principale è la Sinfonia n. 7 in mi maggiore di Anton Bruckner; l'esecuzione fu affidata all'Orchestra Sinfonica della Rai, diretta dal maestro Franco Ferrara. Collaborò anche Nino Rota, non citato nei titoli di testa.
Nella scena iniziale del film, che ritrae un quadro del terzo atto dell'opera Il trovatore di Giuseppe Verdi, le prime battute riguardanti il duettino "L'onda dei suoni mistici...", con tenore e soprano ripresi in campo lungo, sono prese da un'incisione discografica con le voci di Jussi Björling e Zinka Milanov, mentre le battute successive e tutta la cabaletta Di quella pira sono recitate e cantate dal tenore Gino Penno. È da notare al riguardo che era disponibile un'incisione discografica del tenore Penno della parte riprodotta con la sua voce. Nella scena successiva, che riproduce una parte del quarto atto, si ode la voce del soprano Anita Cerquetti. Essendo nota la passione e competenza di Visconti in campo operistico, non è difficile ipotizzare un suo ruolo diretto nella scelta delle esecuzioni.

## Accoglienza

### Incassi
A fronte delle tante difficoltà e ostilità incontrate, Senso ebbe una «rivincita al botteghino» dato che il film riscosse presso il pubblico un lusinghiero successo, incassando 628 milioni di lire dell'epoca. Risultò in tal modo in ottava posizione nella classifica dei film italiani prodotti nell'anno 1954. Campione di incassi per quell'anno risultò Ulisse di Mario Camerini, con un incasso di un miliardo e 800 milioni seguito da Pane, amore e gelosia di Comencini, che sfiorò il miliardo e mezzo.
Il positivo risultato di Senso è stato visto come il segnale di cambiamenti intervenuti nel cinema e nella società italiani. Vittorio Spinazzola, dopo aver constatato che nei primi anni Cinquanta tutti i film di ispirazione neorealista, sebbene esaltati dalla critica, si trovavano in fondo alle classifiche d'incasso, scrive che «Senso realizza un recupero pieno della dimensione spettacolare, ricorrendo alle forme del film storico in costume di ambiente risorgimentale» e che «l'ampio successo commerciale incitava a sforzi per riallacciare quel dialogo con il pubblico che da vari anni i migliori registi italiani si erano dimostrati incapaci di perseguire». E anche Di Giammatteo giudica Senso come «il frutto di una complessa operazione culturale sviluppata in un periodo di grave crisi economica del cinema italiano, in sintonia con gli sforzi di un apparato industriale che tentava, per salvarsi, la carta del connubio tra spettacolo e dignità artistica».

### Critica
Già al centro di curiosità e commenti ancor prima di essere terminato, Senso «fu subito al centro di appassionate polemiche», diventando anche strumento per contrasti politici.

#### Dibattito tra i critici
Senso provocò un'accesa discussione nell'ambiente cinematografico dell'epoca. Guido Aristarco e Luigi Chiarini, due tra i più importanti critici, svilupparono sulle pagine del quindicinale Cinema Nuovo un lungo dibattito, il cui nodo del contendere fu, come in molti altri casi in quegli anni, il neorealismo. Mentre Aristarco sosteneva l'opera di Visconti come una maturazione «dal neorealismo al realismo» mettendone in evidenza il gradimento del pubblico, Chiarini la criticava per essere soltanto «uno spettacolo, seppur di altissimo livello, ma che rappresenta un'aperta contraddizione col neorealismo», quindi disattento alla realtà.
La polemica fu col tempo ridimensionata. Lino Miccichè la giudica «di puntigliosa asprezza inversamente proporzionale alla sua utilità» e Di Giammatteo la ritiene una «discussione abbastanza inconcludente nella sua astrattezza», anche se Bruno Torri, tuttavia osserva come tale contrasto illustri il clima culturale del tempo e quindi «per quanto datato, ancora oggi può essere proficuamente ricordato».

#### Critica contemporanea
Della attesissima presentazione del film a Venezia scrissero tutti i più importanti quotidiani, con giudizi positivi, anche se non entusiasti. Arturo Lanocita definì Senso «uno splendido affresco, ma le figure che lo popolano hanno reazioni spesso inesplicabili; opera d'arte riuscita solo in parte e tuttavia con un suo fragile incantesimo, con una sua forza evocativa. Tutto è ammirevole e tutto è gelido, più pensato che sofferto». Aggiunse Mario Gromo che «Senso si impone come un quadro assai raffinato, vasto minuzioso, sapiente, che rivela il suo valore più vero proprio in quelle virtù formali che tanti affettano di disprezzare. Si è ben meritato il successo, pur non aggiungendo molto all'opera di Visconti, le cui pagine più vive si devono ancora ricercare in Ossessione e La terra trema». Con una suggestiva evocazione, fu ancora Gromo in un successivo articolo, a criticare «gli strappi, i buchi e i rattoppi» inferti dai tagli di produzione e censura, senza i quali Senso - scrisse - avrebbe potuto essere una sorta di Via col vento italiana.

#### Critica successiva

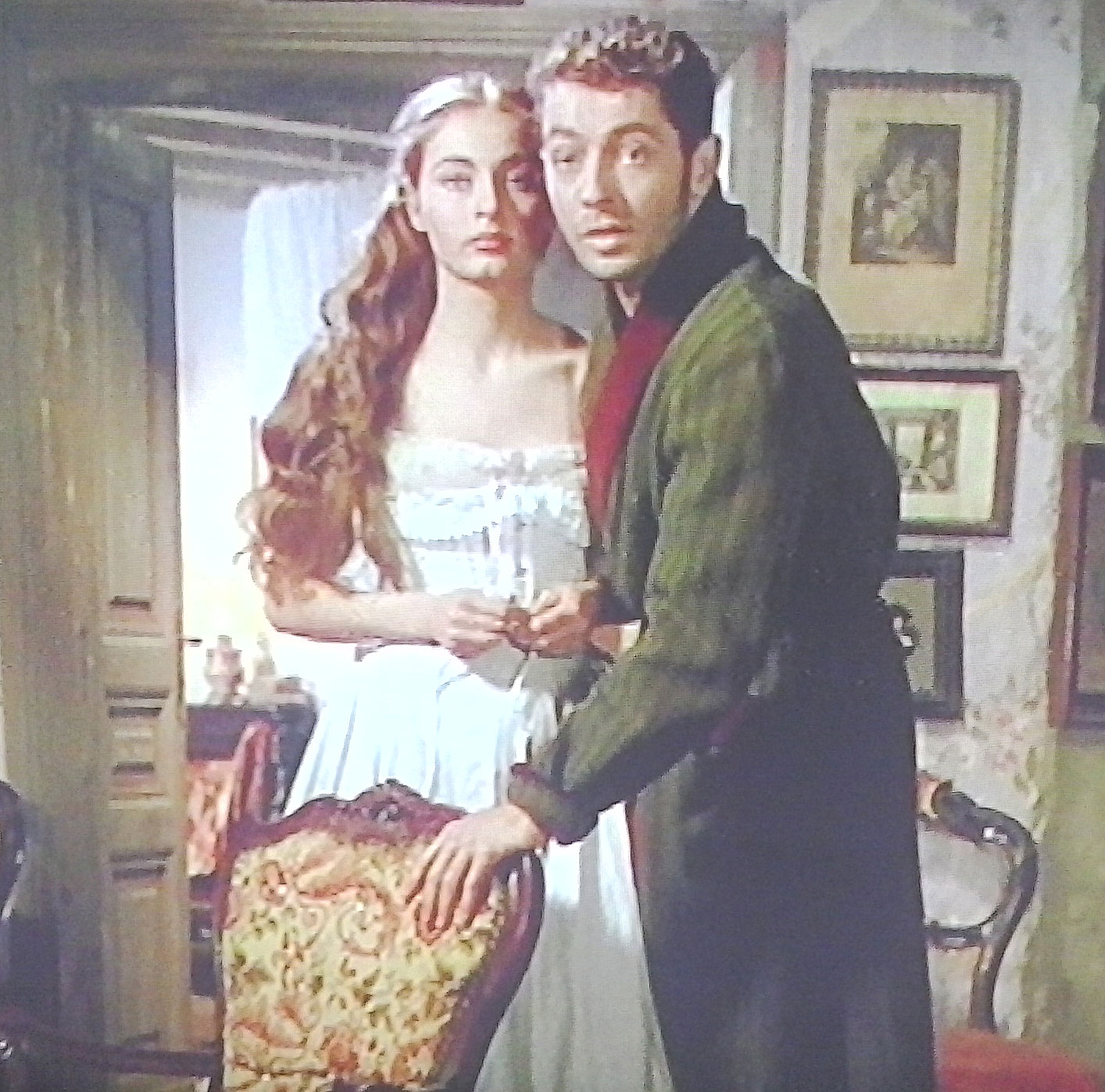
Marcella Mariani e Farley Granger nella scena del film ambientata a Verona.

«Su Senso – ha scritto Brunetta – esiste una letteratura critica enorme». E in effetti nessuna opera sul cinema – italiano e non solo – ha trascurato di parlarne. Lo stesso regista è più volte intervenuto con dichiarazioni e commenti. «È un film romantico – dichiarò - vi traspare le vera vena dell'opera italiana. I suoi personaggi fanno dichiarazioni melodrammatiche». In un'altra occasione egli accentuò più l'attenzione sul dato storico: «Quello che mi interessava era raccontare la storia di una guerra sbagliata, fatta da una sola classe e che fu un disastro».
Tutti i commentatori hanno comunque messo in evidenza la novità di Senso rispetto ai film precedenti di Visconti. «Visconti – è scritto ne Il Cinema. Grande storia illustrata - abbandona per la prima volta la gente povera, gli sfondi populistici per scegliere personaggi e ambienti in quel mondo aristocratico da cui proviene ed al quale, malgrado ogni distanziamento critico, si sente legato. Non si tratta quindi di un rifiuto del neorealismo, ma di un modo diverso di affrontare la realtà senza perdere di vista i grandi motivi ricorrenti della tormentata evoluzione della società italiana». Anche secondo il critico Renzo Renzi, Senso «segna comunque il primo vero, "ritorno a casa" del suo autore, dopo quei tre viaggi nell'"altro da sé" dei film precedenti. A casa, cioè, nel proprio ceto di origine». Analoga la visione di Brunetta secondo cui «l'anima populista, a cui pure Visconti aveva dato ascolto, tace per lasciare posto alla rappresentazione di un mondo nei confronti del quale egli prova al tempo stesso un doppio sentimento di attrazione e repulsione».
Dal punto di vista storico «quello offerto da Visconti è il primo quadro cinematografico di un Risorgimento non retoricamente rievocato, non scolasticamente rappresentato, visto come rivoluzione mancata o "tradita"». Pur non essendo l'unico film storico di argomento risorgimentale prodotto in quegli anni (erano usciti nel 1953 Il brigante di Tacca del Lupo di Germi e nello stesso anno 1954 il poco fortunato La pattuglia sperduta di Piero Nelli), Senso è tuttavia, come ha scritto Spinazzola «il primo autorevole esempio di "superspettacolo d'autore", una formula che ebbe parte decisiva, in bene e in male, nella rinascita del cinema italiano nel biennio 1959-60».

## Riconoscimenti
La protagonista Alida Valli fu premiata dapprima con la Grolla d'oro, assegnatale nel corso del "Premio Saint Vincent per il Cinema Italiano" che si svolse nella cittadina valdostana nel luglio 1955 e successivamente, nel 1957, ricevette anche il premio "Stella di Cristallo" alla migliore attrice straniera dall'Accademia del Cinema Francese. Quest'ultimo premio, nella categoria "premio internazionale", andò anche al film.
Nel 1955 ad Aldo Graziati fu attribuito (postumo) il Nastro d'argento alla migliore fotografia.
L'opera è stata inoltre selezionata tra i 100 film italiani da salvare.

## Versione restaurata
Senso è la prima, in ordine temporale, della serie di opere restaurate e riproposte nelle sale parigine dell'estate 2024, insieme a Il Gattopardo, Ludwig e L'Innocente. Si tratta di opere storiche legate all'estetismo decadente di Visconti. Théo Esparon su Cahiers du cinéma scrive che in questi racconti la Storia non sta sullo sfondo o fa da semplice contesto, in Senso la guerra è come un'acqua congelata nella quale i personaggi si dibattono.

## Opere correlate
La novella di Boito sarà nuovamente trasposta al cinema da Tinto Brass 48 anni dopo, nel 2002, con la pellicola a sfondo erotico Senso '45, interpretata da Anna Galiena e Gabriel Garko, ambientata sempre a Venezia, però non più nel 1866 bensì nel 1945, durante gli ultimi mesi di vita del regime fascista.